# Tuguttur
Der Tuguttur (russisch Тугуттур) ist ein 156 km langer linker Nebenfluss der Kjungkjui-Rassocha in der russischen Region Krasnojarsk im nördlichen Sibirien.

## Verlauf
Der Tuguttur hat sein Quellgebiet auf dem Anabarplateau, das Teil des Mittelsibirischen Berglands ist, auf einer Höhe von etwa 500 m. Er durchfließt das Hochland, anfangs in nördlicher, später in nordöstlicher Richtung, und mündet schließlich in die Kjungkjui-Rassocha, die weiter östlich verläuft und sich knapp 20 km flussabwärts mit der Nalim-Rassocha zur Rassocha vereinigt. Das etwa 3740 km² große Einzugsgebiet des Tuguttur ist unbewohnt. Zwischen Ende September und Anfang Juni sind die Flüsse der Region gewöhnlich eisbedeckt.